# Neoribates jacoti
Neoribates jacoti är en kvalsterart som först beskrevs av Balogh och Sandór Mahunka 1967.  Neoribates jacoti ingår i släktet Neoribates och familjen Parakalummidae. Inga underarter finns listade i Catalogue of Life.